# Limnephilus tricalcaratus
Limnephilus tricalcaratus är en nattsländeart som först beskrevs av Martin E. Mosely 1936.  Limnephilus tricalcaratus ingår i släktet Limnephilus och familjen husmasknattsländor. Inga underarter finns listade i Catalogue of Life.